# Gahité Fofana
Pour les articles homonymes, voir Fofana.
Gahité Fofana est un réalisateur guinéen né en 1965.

## Biographie
GaHité Fofana étudie la littérature et le cinéma à Paris. Il  est un monteur et réalisateur franco-guinéen reconnu pour son engagement dans le cinéma africain et sa contribution à la production et à la diffusion du patrimoine audiovisuel en Guinée. Son travail, qui s'étend sur plusieurs décennies, a été salué par de nombreux festivals internationaux et distinctions prestigieuses.
Il a occupé divers postes clés dans l'industrie cinématographique, notamment en tant que :
- Directeur Général Adjoint de l’ONACIG (Office National du Cinéma de Guinée)
- Chef de projet au CRAG (Centre de Ressources Audiovisuelles de Guinée)
- Producteur au sein de Bafila Films, une société de production basée en Guinée.

Filmographie Gahité Fofana a réalisé et monté plusieurs films, allant de la fiction aux documentaires, qui ont été diffusés sur des chaînes prestigieuses et primés dans divers festivals internationaux. Influence et reconnaissance Son travail en tant que réalisateur et monteur a contribué à la valorisation du cinéma guinéen sur la scène internationale. Il a su conjuguer engagement social et esthétique cinématographique, abordant des thématiques liées à l'histoire, à la mémoire collective et aux réalités contemporaines de l'Afrique de l'Ouest.

## Filmographie
(source : Imdb)
- 1994 : Tanun[1] -  Prix Black Movies Genève
- 1995 : Une parole, un visage
- 1996 : Temedy
- 1997 : Mathias, le procès des gangs -  Prix documentaire FESPACO, Prix Radio-Canada "Vues d'Afrique" Montréal, IMPUT Halifax
- 2000 : I.T. (Immatriculation temporaire) - Prix spécial du Jury au Festival international du film francophone de Namur 2001[2] - Forum International Festival de Berlin
- 2005 : Un matin bonne heure (Yaguine et Fodé) -  Lauréat de la Fondation Beaumarchais (SACD) fiction TV, Prix OICOCREDIT, Festival International du film de Fribourg, SIGNIS Award Intl. Film Festival Open Doek Turnhout, Prix Wandé et Prix des Nations Unies FESPACO, Sélection "Tous les cinémas du monde" Cannes, Grand Prix du Festival Intl. Film Innsbruck, Grand Prix du Festival du Film de Kalamazoo
- 2021 Koundara par Ba Cissoko
- 2012 Histoires de souveraineté monétaire
- 2010 28 septembre, année zéro
- 2015 La Lune est tombée